# Districtul Mettmann
Districtul Mettmann este un district rural (în germană Kreis/Landkreis) în landul Renania de Nord-Westfalia, Germania.